# El Vergel (Durango)
El Vergel es una localidad del estado mexicano de Durango. Es parte del municipio de Gómez Palacio.

## Demografía
| Gráfica de evolución demográfica |
|                                  |

| Censo | Población |
| ----- | --------- |
| 1910  | 210       |
| 1921  | 306       |
| 1930  | 352       |
| 1940  | 518       |
| 1950  | 944       |
| 1960  | 1 100     |
| 1970  | 1 463     |
| 1980  | 1 368     |
| 1990  | 1 712     |
| 2000  | 1 910     |
| 2010  | 2 257     |
| 2020  | 2 129     |